# Gold (album Perfectu)
Gold – kompilacja Perfectu wydana w 1998 za pośrednictwem wytwórni Koch International. Kompilacja została wydana jedynie na terenie Polski.

## Spis utworów[1]
1. „Ale wkoło jest wesoło"
2. „Autobiografia"
3. „Co się stało z Magdą K."
4. „Nie bój się tego wszystkiego"
5. „Bla, bla, bla"
6. „Niewiele ci mogę dać"
7. „Obracam w palcach złoty pieniądz"
8. „Idź precz"
9. „Chcemy być sobą”
10. „Pepe wróć"
11. „Żywy stąd nie wyjdzie nikt"
12. „Całkiem inny kraj"
13. „Kołysanka dla nieznajomej"
14. „Opanuj się"
15. „Nie płacz Ewka"